# Конституция Румынии (1923)
Конституция Румынии 1923 года, также известна как «Конституция Унии», была призвана привести в соответствие организацию государства на основе всеобщего избирательного права мужчин и новых реалий, возникших после объединения регионов Румынии 1918 года.

## История

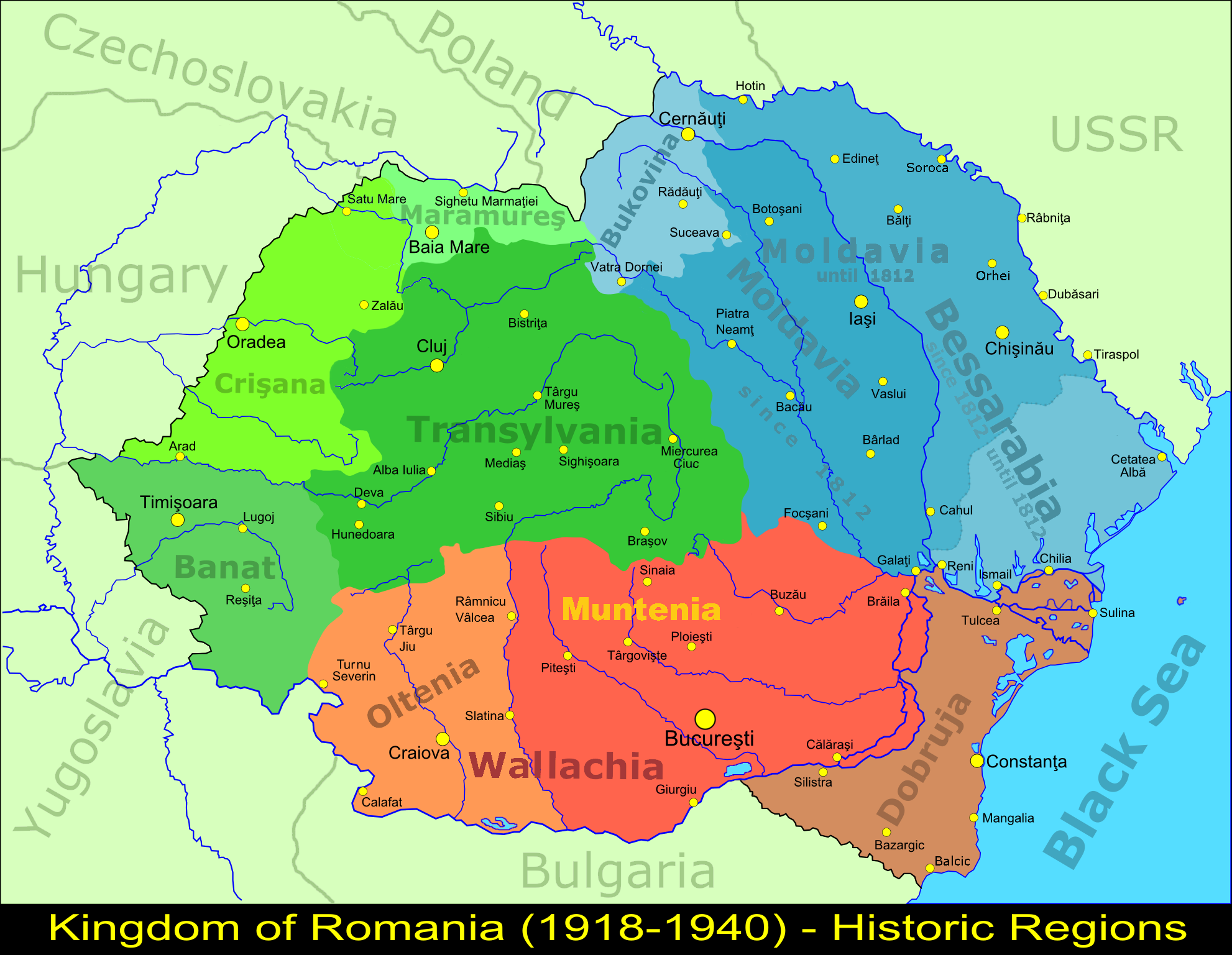
Карта «Великой Румынии» в 1918

В результате Первой мировой войны, в состав Румынии вернулись её исторические регионы: Трансильвания, Добруджа, Бессарабия. Этот период в истории Румынии назывался «Великая Румыния».
Существовало четыре проекта конституции: один принадлежал Национал-либеральной партии, написанный при участии Иона Брэтиану; одна, написанная Р. Бойлэ в Клуже, под влиянием Румынской национальной партии; один — Константин Стере, представляющий взгляды Крестьянской партии; и четвёртый К. Берариу. За исключением предложения Стере, которое включало в себя однопалатный законодательный орган, пропорциональное представительство и всенародные консультации через плебисцит, остальные три были вдохновлены (когда дело дошло до политической организации) Конституцией 1866 года. Либералы пришли к власти в 1922 году и сумели протолкнуть свой собственный проект, который был одобрен 247 голосами против 8 (при двух воздержавшихся) в Палате депутатов 26 марта 1923 года, а на следующий день в Сенате 137 голосами против 2 (при двух воздержавшихся). Он был опубликован в Monitorul Oficial[рум.]и вступил в силу 29 марта.
Несмотря на то, что конституция была очень либеральной и демократичной во многих отношениях, она также содержала недостатки в функционировании государственных институтов, как и её предшественница. Например, король назначал председателя Совета министров, который затем организовывал выборы. Таким образом, правительство было в состоянии гарантировать, что его партия получит большинство в законодательном органе. В хорошо функционирующей демократии правительство представляет волю парламента, а не наоборот, как это обычно происходило в межвоенный период. Кароль II использовал эти слабости, чтобы подорвать демократию и установить королевскую диктатуру в 1937 году.
Конституция 1923 года была отменена после вступления в силу её преемника в феврале 1938 года. Она была частично возрождена после переворота 23 августа 1944 года и окончательно отменена, когда Румыния стала республикой 30 декабря 1947 года. В этот последний период, в июле 1946 года, Сенат был упразднен, что стало единственным существенным изменением в документе.